# ريلي (ألبرتا)
ريلي (بالإنجليزية: Ryley)‏ هي قرية تقع في كندا في Beaver County. يقدر عدد سكانها بـ 497 نسمة ومساحتها 1.97 كم2 وترتفع عن سطح البحر 693 متر.